# Fun!Fun!Fun! 〜夢∞〜
『Fun!Fun!Fun! 〜夢∞〜』（ふぁんふぁんふぁん ゆめむげんだい）は、日本の音楽ユニットLucky2の1枚目のシングル。2021年9月22日にSony Music Associated Recordsから発売された。

## 概要
【CD＋DVD】(初回生産限定盤)、【CD】(通常盤)の2形態で発売。
テレビ東京系放送の『ガールズ×戦士シリーズ』の主演キャストの選抜メンバーによって結成されたグループ「Lucky2」として1作目の作品。

## 収録内容

### 【CD＋DVD】初回生産限定盤
CD
1. Fun!Fun!Fun! 〜夢∞〜
作詞・作曲：浦島健太・野口大志
2. Shake!Shake!Shake!
作詞・作曲：NA.ZU.NA

DVD
1. Fun!Fun!Fun! 〜夢∞〜 - ミュージックビデオ -
2. Fun!Fun!Fun! 〜夢∞〜 - ダンスビデオ -
3. Fun!Fun!Fun! 〜夢∞〜 – ドラマオープニングノンクレジットver. -
4. キラパワ変身ダンス(キラリver.)
5. ビッ友ダンス(キラリver.)

### 【CD】通常盤
CD
1. Fun!Fun!Fun! 〜夢∞〜
2. Shake!Shake!Shake!
3. Fun!Fun!Fun! 〜夢∞〜（カラオケ）
4. Shake!Shake!Shake!（カラオケ）